# KK Prienai
Maillots
Le Krepšinio klubas Prienai, abrégé en KK Prienai, était un club lituanien de basket-ball qui appartenait au Championnat de Lituanie, en première division. Le club était basé dans la ville de Prienai.

## Historique
Le club a remporté deux fois la Coupe de Lituanie, mais n'est jamais arrivé en finale du championnat lituanien.
Il acquiert lors de la saison 2017-2018 les frères Ball : LiAngelo Ball, en provenance de l'université de UCLA et LaMelo Ball, provenant lui du lycée de Chino Hills, tous les deux frères de Lonzo Ball, joueur professionnel en NBA.

## Bilan sportif

### Palmarès
| Compétitions nationales                             | Compétitions régionales                    | Compétitions internationales |
| - Coupe de Lituanie : - Vainqueur (2) : 2013, 2014. | - Ligue baltique : - Vainqueur (1) : 2017. | - Néant                      |

## Joueurs et personnalités du club

### Entraineurs
- 2008-2014 :  Virginijus Šeškus
- 2015-2019 :  Virginijus Šeškus
- 2019-2021 :  Mantas Šernius
- 2021-déc. 2021 :  Marius Kiltinavičius
- Déc. 2021 :  Vidas Ginevičius (intérim)
- Déc. 2021-nov. 2022 :  Tomas Gaidamavičius
- Nov. 2022-2023 :  Marius Kiltinavičius

### Joueurs emblématiques
- Dainius Šalenga
- Mindaugas Lukauskis
- Artūras Milaknis
- LaMelo Ball
- LiAngelo Ball

## Logos

2019-